# Campionati africani di badminton 2007
I Campionati africani di badminton 2007 si sono svolti a Beau Bassin-Rose Hill, in Mauritius. È stata la 13ª edizione del torneo, organizzato dalla Badminton Confederation of Africa.

## Podi
| Evento              | Oro                             | Argento                          | Bronzo                              |
| Singolare maschile  | Nabil Lasmari                   | Eli Mambwe                       | Chris Dednam                        |
| Singolare maschile  | Nabil Lasmari                   | Eli Mambwe                       | Edwin Ekiring                       |
| Singolare femminile | Grace Daniel                    | Kerry-Lee Harrington             | Stacey Doubell                      |
| Singolare femminile | Grace Daniel                    | Kerry-Lee Harrington             | Karen Foo Kune                      |
| Doppio maschile     | Roelof Dednam Chris Dednam      | Georgie Cupidon Steve Malcouzane | Nabil Lasmari Ammar Zeradine        |
| Doppio maschile     | Roelof Dednam Chris Dednam      | Georgie Cupidon Steve Malcouzane | Stephan Beeharry Vishal Sawaram     |
| Doppio femminile    | Michelle Edwards Chantal Botts  | Grace Daniel Karen Foo Kune      | Juliette Ah-Wan Catherina Paulin    |
| Doppio femminile    | Michelle Edwards Chantal Botts  | Grace Daniel Karen Foo Kune      | Stacey Doubell Kerry-Lee Harrington |
| Doppio misto        | Georgie Cupidon Juliette Ah-Wan | Chris Dednam Michelle Edwards    | Eli Mambwe Ogar Siamupangila        |
| Doppio misto        | Georgie Cupidon Juliette Ah-Wan | Chris Dednam Michelle Edwards    | Stephan Beeharry Karen Foo Kune     |
| Gara a squadre      | Seychelles                      | Sudafrica                        | Mauritius                           |